# 스카역
스카역(일본어: 須賀駅)은 일본 기후현 하시마시에 위치한 나고야 철도 다케하나선의 철도역이다. 역 번호는 TH 04이며, 단선 승강장 1면 1선의 구조를 갖춘 지상역이다.

## 타는 곳
| ■ 다케하나선 | 하행 | 신하시마 방면                |
| ■ 다케하나선 | 상행 | 가사마쓰 · 메이테쓰기후 방면 |

## 이용 현황
- 2013년 기준 : 967명

## 역 주변
- 하시마 시립 하시마 중학교

## 인접 역
| 나고야 철도 다케하나선         | 나고야 철도 다케하나선 | 나고야 철도 다케하나선       |
| ------------------------------ | ---------------------- | ---------------------------- |
| TH 03 미나미주쿠 가사마쓰 방면 | ■ 다케하나선           | 후와이시키 TH 05 에기라 방면 |